# The Isley Brothers
The Isley Brothers (произносится [ˈaızlı:]) — пять братьев Айзли из американского города Цинциннати, исполняющих ритм-энд-блюз с 1957 года. Известны как единственные исполнители, отметившиеся в Billboard Hot 40 в 1960-е, 1970-е, 1980-е и 1990-е и 2000-е годы. В 1992 году включены в Зал славы рок-н-ролла.

## История
Братья Айзли открыли своё музыкальное призвание, участвуя в церковном хоре. В юности подражали Джеки Уилсону и выступали у него на разогреве. Одна из их первых рок-н-ролльных песен в манере Уилсона, Shout (1959), стала хрестоматийной. В середине 1960-х записывались на лейбле «Мотаун», причём наибольший успех сопутствовал им за океаном, в Великобритании. Одно время в качестве приглашённого гитариста вместе с братьями выступал Джими Хендрикс.
В 1969 году братья со скандалом покинули «Мотаун», пытавшийся диктовать им репертуар. Это событие отразилось в неувядающей классике фанка, It’s Your Thing (1969, 2-е место в США). В 1975 году впервые возглавили Billboard 200 с альбомом The Heat Is On. К числу их крупнейших хитов принадлежат записи того времени — That Lady (1973) и Fight the Power (1975).
В 2000-е годы три альбома The Isley Brothers дошли до верхней пятёрки американских чартов, причём записанный и спродюсированный Ар Келли диск Body Kiss (2003) дебютировал в Billboard 200 на первом месте. Они часто семплируются исполнителями хип-хопа, а кавер-версия их раннего хита «Twist and Shout» стала одним из первых шлягеров The Beatles.

## Дискография

### Студийные альбомы
- Shout! (1959)
- Twist & Shout (1962)
- Twisting and Shouting (1963)
- This Old Heart of Mine (1966)
- Soul on the Rocks (1967)
- It’s Our Thing (1969)
- The Brothers: Isley (1969)
- Get into Something (1970)
- Givin' It Back (1971)
- Brother, Brother, Brother (1972)
- 3 + 3 (1973)
- Live It Up (1974)
- The Heat Is On (1975)
- Harvest for the World (1976)
- Go for Your Guns (1977)
- Showdown  (1978)
- Winner Takes All (1979)
- Go All the Way (1980)
- Grand Slam (1981)
- Inside You (1981)
- The Real Deal (1982)
- Between the Sheets (1983)
- Masterpiece (1985)
- Smooth Sailin' (1987)
- Spend the Night (1989)
- Tracks of Life (1991)
- Mission to Please (1996)
- Eternal (2001)
- Body Kiss (2003)
- Baby Makin' Music (2006)
- Power of Peace (2017, совместно с Santana)